# Brasil 2–1 Espanha (1962)
Brasil 2 x 1 Espanha foi um jogo válido pela fase de grupos da Copa do Mundo de 1962, realizado no Estádio Sausalito, em Viña del Mar. O duelo opôs as duas favoritas ao título. O Brasil era o atual campeão mundial, enquanto a Espanha havia montado um elenco de estrelas para a disputa da competição, naturalizando entre outros Alfredo Di Stéfano e Ferenc Puskás. O jogo ficou marcado pela frustração pelas ausências de Alfredo Di Stéfano e Pelé e por um controvertido lance envolvendo Nílton Santos.
É considerada uma das partidas mais polêmicas da história dos mundiais.

## Pré Jogo
O Brasil precisava apenas do empate para se classificar à fase seguinte. Uma derrota, no entanto, combinado com outros resultados (no caso, se a Tchecoslováquia pelo menos empatasse contra o México), poderia eliminar a seleção. A Espanha era obrigada a vencer (caso empatasse, dependeria de que a Tchecoslováquia perdesse por dois ou mais gols de diferença em seu último compromisso).
O Brasil perdeu Pelé, que havia se lesionado três dias antes, no empate sem gols com a Tchecoslováquia e estava fora do Mundial. Amarildo foi escolhido o substituto. A lesão de Pelé deixou o clima apreensivo. Amarildo declarou: "tenho coração para substituir o Pelé". O Rei tranquilizou a torcida: "A contusão não é tragédia e o Brasil não depende só de mim".
A Espanha não contava com Alfredo Di Stéfano, que se lesionou no dia 13 de maio, em amistoso pré-copa contra o Osnabrück. Cogitou-se o corte de Di Stéfano, que só poderia estar presente numa hipotética segunda fase, mas por se tratar do maior jogador do futebol europeu à época, seu nome foi confirmado para a competição. A Espanha vinha de um desempenho questionável nas duas primeiras partidas: uma derrota para a Tchecoslováquia e uma vitória contra o México. Discutia-se a falta de um ponta-direita, de um centroavante fixo, a ausência de Di Stéfano e o elenco envelhecido.
Ouvindo as críticas, o técnico Helenio Herrera promoveu as substituições das veteranas estrelas Carmelo Cedrún, José Santamaría, Luis Suárez Miramontes e Luis del Sol por José Araquistáin, Luis María Echeberría, Adelardo Rodríguez e Enrique Collar. Para o jornal ABC, foi uma mudança da "fama por um prato de lentilhas". As críticas se concentraram sobretudo na lentidão de Santamaría e em Suárez, um jogador de indiscutível qualidade, mas "frio, irresoluto e impotente". Na véspera do jogo, o jornal ainda questionou a imparcialidade do juiz escolhido, Sergio Bustamante, pois este havia arbitrado a maioria das partidas preparatórias da seleção brasileira.
A ausência de Di Stéfano e Pelé impediu que as duas estrelas se enfrentassem pela segunda vez na carreira. O Brasil atuou no inovador 4-3-3 com Zagallo recuado para o meia, e a Espanha, no clássico esquema WM.
| Grupo 3                                             | Grupo 3         | Grupo 3 | Grupo 3 | Grupo 3 | Grupo 3 | Grupo 3 | Grupo 3 | Grupo 3 | Grupo 3 |
| Pos                                                 | Seleção         | Pts     | J       | V       | E       | D       | GP      | GC      | SG      |
| --------------------------------------------------- | --------------- | ------- | ------- | ------- | ------- | ------- | ------- | ------- | ------- |
| 1                                                   | Brasil          | 3       | 2       | 1       | 1       | 0       | 2       | 0       | +2      |
| 2                                                   | Tchecoslováquia | 3       | 2       | 1       | 1       | 0       | 1       | 0       | +1      |
| 3                                                   | Espanha         | 2       | 2       | 1       | 0       | 1       | 1       | 1       | 0       |
| 4                                                   | México          | 0       | 2       | 0       | 0       | 2       | 0       | 3       | -3      |
| *Notas: 2 pontos para o vencedor e 1 para o empate. |                 |         |         |         |         |         |         |         |         |

| Resultados do Grupo 3 | Resultados do Grupo 3 | Resultados do Grupo 3 | Resultados do Grupo 3 |
| --------------------- | --------------------- | --------------------- | --------------------- |
| 30 de maio            | Brasil                | 2 – 0                 | México                |
| 31 de maio            | Tchecoslováquia       | 1 – 0                 | Espanha               |
| 2 de junho            | Brasil                | 0 – 0                 | Tchecoslováquia       |
| 3 de junho            | Espanha               | 1 – 0                 | México                |

|  |                      |
|  | Eliminada na 1ª fase |

## Resumo do Jogo
A primeira oportunidade clara de jogo foi do Brasil, com Vavá, que dominou errado a ótima assistência do Zagallo aos oito minutos. No entanto, as poucos a Espanha se impôs e passou a dominar o jogo, com o meio de campo do Brasil enfrentando dificuldades para criar as jogadas. Ao 25 minutos, Adelardo Rodríguez avança pela esquerda e cruza para Joaquín Peiró, que livre, dentro da área, chuta fraco no meio do gol. Em jogada semelhante, aos 33 minutos, Francisco Gento, também pela esquerda, cruza para Joaquín Peiró, novamente, livre, aparecer na área, mas concluir para fora.
Ao longo do jogo, a movimentação do Ferenc Puskás, que atuou como um Falso 9, que saía muito da área para armar o jogo, quebrou a defesa brasileira. Foi assim que saiu o gol da Espanha. Ferenc Puskás sai da área, atrai toda a defesa e faz a parede para Adelardo Rodríguez abrir o placar aos 35 minutos do primeiro tempo.
No segundo tempo, a Espanha manteve o domínio do jogo. Mauro salvou o Brasil como o último homem em tackle em Francisco Gento aos sete minutos. Didi continuou com dificuldades diante da marcação encaixada de Pachín e Martí Vergés. Pressionado, Didi sofreu desarmes aos seis e aos oito minutos, que impediam o Brasil de sair da sua própria área. O jogo passou a se concentrar no campo defensivo brasileiro.
O lance polêmico envolvendo Enrique Collar e Nílton Santos ocorreu aos onze minutos do segundo tempo. Com a Espanha vencendo e dominando o jogo, Enrique Collar infiltrou na defesa brasileira e foi derrubado por Nílton Santos assim que penetrou na área, mas o árbitro marcou a falta fora da área pois Nílton rapidamente deu um passo para fora antes que o juiz percebesse, dando a entender que não houve o pênalti (embora o lance tivesse sido filmado claramente). Na cobrança de falta, Joaquín Peiró marcou de bicicleta, mas a jogada foi anulada por jogo perigoso pelo juiz Sergio Bustamante.
A partir dos quinze minutos, a Espanha começou a cansar, e afrouxar a marcação em Didi. O armador brasileiro, finalmente, solto, sem a marcação intensa de Pachín e Martí Vergés, cresceu na partida e passou a atuar na construção do início das jogadas, permitindo que o Brasil tivesse saída de jogo. Aos 22 minutos, Didi, desfrutando dessa liberdade, conduz a bola do campo de defesa até a entrada da área espanhola e serve a Amarildo, que chuta fraco e mascado para a defesa de José Araquistáin.
O empate vem aos 25 minutos do segundo tempo. Zito rouba a bola no campo de defesa espanhola, passa para Vavá, que entrega a Zagallo, livre na ponta esquerda. Zagallo cruza rasteiro e Amarildo se antecipa à defesa espanhola para igualar o marcador. Aos 26 minutos, Garrincha chuta de fora da área, a bola bate nas costas dos defensores espanhóis e sobra para Vavá, que perde uma oportunidade incrível na frente do gol.
A Espanha reagiria ao empate. Aos 35 minutos, Joaquín Peiró invade a área brasileira, após tabelar com Ferenc Puskás, mas é interceptado de forma providencial por Djalma Santos quando preparava o arremate diante de Gilmar. Aos 37, cruzamento de Pachín, Gilmar erra ao tentar encaixar a bola, o rebote sobra livre para Martí Vergés, que arremata, mas Gilmar se recupera e consegue fazer a defesa.
A virada ocorre aos 38 em jogada individual de Garrincha, que cruza na cabeça de Amarildo. A  Espanha se entrega após a virada e assiste ao Brasil trocar passes sob aplausos dos torcedores chilenos, que desde o início manifestaram apoio ao atuais campeões do mundo.

### Estatísticas
| Geral               | Brasil | Espanha |
| ------------------- | ------ | ------- |
| Gols marcados       | 2      | 1       |
| Finalizações totais | 13     | 14      |
| Escanteios          | 4      | 4       |
| Faltas cometidas    | 24     | 14      |

## O Lance Polêmico
Enrique Collar, "Eu passei por Nílton Santos e ele me derrubou. Pênalti. Mas foi para fora da área e o árbitro não viu. Nós reclamamos, falamos com o juiz. Mas, no futebol, se o juiz não marca, a jogada não aconteceu. Foi inteligência de Nílton Santos, que era um grande jogador. Isso são coisas do futebol. Não tenho queixa alguma. Ele fez o que tinha que fazer por sua equipe.".
Nílton Santos se divertia com a história: "Instintivamente, dei dois passos e saí da área. O árbitro estava longe, não viu e marcou falta e não pênalti. Foi pura malandragem, daquelas que a gente aprende nas peladas".
Conforme o ex-juiz Olten Ayres de Abreu: "O Brasil foi ajudado, todo mundo sabe. Estava 1 a 0 para a Espanha, e o Nilton Santos, dentro da área, deu no cara. O juiz apitou, veio andando do meio-campo, todo mundo viu o pênalti, e ele deu fora da área. É conversa que o juiz [o chileno Sergio Bustamante] não viu. Além de não dar o pênalti, expulsou Helenio Herrera, um dos melhores técnicos que vi."
Para o jornalista Juca Kfouri sequer houve falta na jogada e foi o jogador espanhol que se lançou sobre os pés de Nílton Santos.

## Pós Jogo
Para o jornal ABC, a eliminação foi injusta, para a imprensa espanhola, sua seleção dominou a partida inteira e não merecia perder: "A sorte não estava no nosso lado", que continua: "O Brasil foi superado pela Espanha durante larguíssimos períodos. Seu triunfo se deve à sorte, e também à rapidez de execução dos extremos e à boa partida de Amarildo".
O Jornal dos Sports reconheceu a superioridade espanhola no primeiro tempo, mas exaltou a "reação notável" do Brasil na segunda etapa. Para o jornal foi uma vitória "dramática e espetacular" da seleção que reagiu a uma "derrota quase certa".
Com a eliminação da Espanha, Alfredo Di Stéfano encerraria a carreira sem nunca ter atuado em uma partida de Copa do Mundo FIFA.

### Detalhes
| 06 de junho de 1962 | Brasil            | 2–1       | Espanha                | Estádio Sausalito, Viña del Mar     |
| 16:00 BRT (UTC-3)   | Amarildo 72', 86' | Relatório | Adelardo Rodríguez 35' | Público: 18,715 Árbitro: Bustamante |

| Brasil | Espanha |

|                |    |               |  |
|                |    |               |  |
| GO             | 1  | Gilmar        |  |
| LD             | 2  | Djalma Santos |  |
| ZG             | 3  | Mauro         |  |
| ZG             | 5  | Zózimo        |  |
| LE             | 6  | Nílton Santos |  |
| MC             | 4  | Zito          |  |
| MC             | 8  | Didi          |  |
| MC             | 21 | Zagallo       |  |
| AT             | 20 | Amarildo      |  |
| AT             | 7  | Garrincha     |  |
| AT             | 19 | Vavá          |  |
| Técnico:       |    |               |  |
| Aymoré Moreira |    |               |  |

|                 |    |                       |  |
|                 |    |                       |  |
| GO              | 1  | José Araquistáin      |  |
| ZG              | 10 | Sígfrid Gràcia        |  |
| ZG              | 17 | Rodri                 |  |
| ZG              | 7  | Luis María Echeberría |  |
| MC              | 13 | Pachín                |  |
| MC              | 22 | Martí Vergés          |  |
| AT              | 9  | Francisco Gento       |  |
| AT              | 12 | Joaquín Peiró         |  |
| AT              | 4  | Enrique Collar        |  |
| AT              | 14 | Ferenc Puskás         |  |
| AT              | 18 | Adelardo Rodríguez    |  |
| Técnico:        |    |                       |  |
| Helenio Herrera |    |                       |  |

## Pós-Jogo
| Grupo 3                                             | Grupo 3         | Grupo 3 | Grupo 3 | Grupo 3 | Grupo 3 | Grupo 3 | Grupo 3 | Grupo 3 | Grupo 3 |
| Pos                                                 | Seleção         | Pts     | J       | V       | E       | D       | GP      | GC      | SG      |
| --------------------------------------------------- | --------------- | ------- | ------- | ------- | ------- | ------- | ------- | ------- | ------- |
| 1                                                   | Brasil          | 5       | 3       | 2       | 1       | 0       | 4       | 1       | +3      |
| 2                                                   | Tchecoslováquia | 3       | 3       | 1       | 1       | 1       | 2       | 3       | -1      |
| 3                                                   | México          | 0       | 3       | 1       | 0       | 2       | 3       | 4       | -1      |
| 4                                                   | Espanha         | 2       | 3       | 1       | 0       | 2       | 2       | 3       | -1      |
| *Notas: 2 pontos para o vencedor e 1 para o empate. |                 |         |         |         |         |         |         |         |         |

| Resultados do Grupo 3 | Resultados do Grupo 3 | Resultados do Grupo 3 | Resultados do Grupo 3 |
| --------------------- | --------------------- | --------------------- | --------------------- |
| 30 de maio            | Brasil                | 2 – 0                 | México                |
| 31 de maio            | Tchecoslováquia       | 1 – 0                 | Espanha               |
| 2 de junho            | Brasil                | 0 – 0                 | Tchecoslováquia       |
| 3 de junho            | Espanha               | 1 – 0                 | México                |
| 6 de junho            | Brasil                | 2 – 1                 | Espanha               |
| 7 de junho            | México                | 3 – 1                 | Tchecoslováquia       |

|  |                                        |
|  | Classificadas para as Quartas de Final |
|  | Eliminadas na 1ª fase                  |